# Lytta corallifera
Lytta corallifera är en skalbaggsart som beskrevs av Haag-rutenberg 1880. Lytta corallifera ingår i släktet Lytta och familjen oljebaggar. Inga underarter finns listade i Catalogue of Life.